# James Atherton (cầu thủ bóng đá)
James Atherton (1872 – sau 1895) là một cầu thủ bóng đá thi đấu ở Football League cho Leicester Fosse. Ông cũng thi đấu cho South Shore, Blackpool, Kettering và New Brompton.